# Mycale imperfecta
Mycale imperfecta är en svampdjursart som beskrevs av Baer 1906. Mycale imperfecta ingår i släktet Mycale och familjen Mycalidae. Inga underarter finns listade i Catalogue of Life.